# 23897 Daikuroda
23897 Daikuroda este un asteroid din centura principală de asteroizi.

## Descriere
23897 Daikuroda este un asteroid din centura principală de asteroizi. A fost descoperit pe 17 septembrie 1998 la Stația Anderson Mesa în cadrul programului LONEOS. Asteroidul prezintă o orbită caracterizată de o semiaxă mare de 2,73 ua, o excentricitate de 0,05 și o înclinație de 4,0° în raport cu ecliptica.